# Roca de Marta
Roca de Marta és un abric que conté pintures rupestres d'estil llevantí. Està situat en el terme municipal de Mequinensa (Aragó). Aquest conjunt es troba en la confluència del Barranc de Julia amb el riu Ebre, en un abric de petites dimensions orientat al Sud Sud-oest. Consta de dos panells pintats ben diferenciats a dos parets de l'abric. En el primer, apareix un motiu abstracte de color vermell en forma de doble aspa unida, amb un punt al centre. El segon panell presenta dues figures que semblen estar unides, formant un antropomorf o figura cruciforme inscrita en un cercle.
L'abric està inclòs dins de la relació de coves i abrics amb manifestacions d'art rupestre considerats Béns d'Interès Cultural en virtut del que es disposa en la disposició addicional segona de la Llei 3/1999, de 10 de març, del Patrimoni Cultural Aragonés. Aquest llistat va ser publicat en el Butlletí Oficial d'Aragó del dia 27 de març de 2002. Forma part del conjunt de l'art rupestre de l'arc mediterrani de la península ibèrica, que va ser declarat Patrimoni de la Humanitat per la Unesco (ref. 874-658). També va ser declarat Bé d'Interès Cultural amb el codi RI-51-0009509.